# Kisrákos
Kisrákos é um município da Hungria, situado no condado de Vas. Tem 11,06 km² de área e sua população em 2015 foi estimada em 186 habitantes.